# Comuna Holod, Bihor
Holod (în maghiară: Pusztahollód) este o comună în județul Bihor, Crișana, România, formată din satele Dumbrava, Dumbrăvița, Forosig, Hodiș, Holod (reședința), Lupoaia, Valea Mare de Codru și Vintere.

## Demografie
Componența etnică a comunei Holod
     Români (87,24%)
     Romi (2,39%)
     Alte etnii (0,22%)
     Necunoscută (10,15%)
Componența confesională a comunei Holod
     Ortodocși (73,58%)
     Greco-catolici (7,51%)
     Penticostali (6,52%)
     Baptiști (1,27%)
     Alte religii (0,81%)
     Necunoscută (10,31%)
Conform recensământului efectuat în 2021, populația comunei Holod se ridică la 3.221 de locuitori, în scădere față de recensământul anterior din 2011, când fuseseră înregistrați 3.309 locuitori. Majoritatea locuitorilor sunt români (87,24%), cu o minoritate de romi (2,39%), iar pentru 10,15% nu se cunoaște apartenența etnică. Din punct de vedere confesional, majoritatea locuitorilor sunt ortodocși (73,58%), cu minorități de greco-catolici (7,51%), penticostali (6,52%) și baptiști (1,27%), iar pentru 10,31% nu se cunoaște apartenența confesională.

## Politică și administrație
Comuna Holod este administrată de un primar și un consiliu local compus din 13 consilieri. Primarul, Sandu-Felician Săsăran[*], de la Partidul Național Liberal, este în funcție din octombrie 2020. Începând cu alegerile locale din 2024, consiliul local are următoarea componență pe partide politice:
|  | Partid                          | Consilieri | Componența Consiliului | Componența Consiliului | Componența Consiliului | Componența Consiliului | Componența Consiliului | Componența Consiliului | Componența Consiliului | Componența Consiliului | Componența Consiliului | Componența Consiliului |
|  | ------------------------------- | ---------- | ---------------------- | ---------------------- | ---------------------- | ---------------------- | ---------------------- | ---------------------- | ---------------------- | ---------------------- | ---------------------- | ---------------------- |
|  | Partidul Național Liberal       | 10         |                        |                        |                        |                        |                        |                        |                        |                        |                        |                        |
|  | Partidul Social Democrat        | 2          |                        |                        |                        |                        |                        |                        |                        |                        |                        |                        |
|  | Alianța pentru Unirea Românilor | 1          |                        |                        |                        |                        |                        |                        |                        |                        |                        |                        |

## Personalități născute aici
- Iosif Vulcan (1841 - 1907), publicist și scriitor, animator cultural, membru al Academiei Române;
- Iuliu Hirțea (1914 - 1978), episcop greco-catolic;
- Ioan Anton (1924 - 2011), inginer electromecanic, membru al Academiei Române.

## Vezi și
- Biserica de lemn din Dumbrăvița, Bihor
- Crișul Negru (sit de importanță comunitară)